# Ailee
Ailee (egentlig: Amy Lee, født 30. maj 1989 i Denver) er en sydkoreansk-amerikansk sangerinde.

## Karriere
Ailee blev født i Denver men voksede op i New Jersey. Hun droppede studier ved universitetet for at satse på sin musikkarriere og fik først kontrakt med Muzo Entertainment. Hun indspillede sine første sange med flere andre artister fra samme gruppe.
Hun flyttede til Sydkorea i 2010. Der fik hun en kontrakt med YMC entertainment og udgav sin debutsingle "Heaven" den 9. februari 2012. Sangen blev et stort hit, og i februar 2013 havde den tilhørende musikvideo mere end 5,4 miljoner visninger på Youtube. Samme dag fremførte hun "Heaven" i TV-programmet M Countdown og to dage senere i TV-programmet Inkigayo. Hun vandt prisen "månedens sang" og "månedens nye artist" i februar ved Cyworld Digital Music Awards.
Den 11. oktober 2012 var hun vært for ABU Radio Song Festival 2012 sammen med Han Seok Joon. Den 16. oktober udgav hun sin anden single "I'll Show You" samt sin debut-EP Invitation, som indeholder seks sange. Pladen indeholdt fem helt nye sange, blandt andre "I'll Show You" , samt hendes debuthit "Heaven". Den 18. oktober vendte hun tilbage til M! Countdown, denne gang med "I'll Show You". Inden året var omme blev yderligere udgivet to sange som singler. Den første var "Evening Sky" fra EP-pladen, som udkom den 7. december 2012. Samme dag fremførte hun den i TV-programmet Music Bank. Ved juletid udkom en ny sang med titlen "My Grown Up Christmas List" som single.
Både "Heaven" og "I'll Show You" nåede top-3-placeringer på Gaon Chart. På Gaon Charts liste over de mest solgte digitale singler i Sydkorea under hele året 2012 havnede "Heaven" på en 9 og "I'll Show You" på en 32 plads.
I 2014 havde hun et hit med fremførelsen af nummeret "Everyone", skrevet af Yoon Bok-Hee, musik Yoon Hang-Ki.

## Diskografi

### EP-plader
| Album-information                       | Topplacering |
| Album-information                       | (Gaon Chart) |
| --------------------------------------- | ------------ |
| Invitation - Udgivet: 16. oktober 2012  | 10           |
| A's Doll House - Udgivet: 12. juli 2013 | 6            |

### Singler
| År   | Titel                        | Topplacering |
| År   | Titel                        | (Gaon Chart) |
| ---- | ---------------------------- | ------------ |
| 2012 | "Heaven"                     | 3            |
| 2012 | "I'll Show You"              | 3            |
| 2012 | "Evening Sky"                | 21           |
| 2012 | "My Grown Up Christmas List" | 20           |
| 2013 | "Ice Flower"                 | 8            |
| 2013 | "U&I"                        | 1            |